# 溪壩機場
溪壩機場（沙壩機場）是重慶市的一個機場，位於江北嘴附近的溪壩（千廝門對岸）。

## 历史
民國20年(1931年)修建，該處是嘉陵江邊的沙灘，枯水季節，沙灘長在2公里以上，最寬處約300公尺。民國20年(1931年)，中國航空公司首次開通了武漢-重慶線，因無適當機場，遂將此地辟為臨時機場。渝蓉試航之第一日，以無適當機場，暫借江北沙壩(嘉陵江水退時才出現)為臨時機場。民國22年(1933年)，郵政飛機曾多次在該壩起降，由西向東降落，由東向西起飛。該機場跑道用舊墓碑來修建加固，雖遭日機數百次轟炸但機場依然得以運營。